# Ti-plasmide

Ti-plasmide

Ti-plasmide is de korte naam voor het Tumor inducerend plasmide van de bacterie Agrobacterium tumefaciens en wordt gebruikt bij genetische modificatie.
Dankzij het plasmide is het mogelijk om eenvoudig vreemde genen (transgenen) in planten in te brengen.

## Opbouw
- T(ransfer)-DNA dat overgebracht zal worden tussen twee direct repeat border-genen RB en LB (Right Border en Left Border)
- vir(ulentie)-genen die het T-DNA kunnen overbrengen naar het celkern-DNA van de plantencel
- onc(o)-genen die coderen voor kroongaltumor-veroorzakende plantenhormonen
- op(ine)s-genen die in de plantencel opines laten aanmaken die als voedsel voor de bacterie dienen

## Geschiedenis
Een groot deel van het onderzoek naar dit plasmide werd gevoerd aan de Universiteit Gent (Ledeganckstraat) door de onderzoeksgroep van Marc Van Montagu en Jeff Schell. Tegenwoordig bouwt men op die kennis voort in de nieuwe onderzoeksgebouwen in Zwijnaarde en in biotechnologische spin-offs (VIB).